# Hyène rayée
Hyaena hyaena
Espèce
Statut de conservation UICN

 NT  : Quasi menacé
Répartition géographique
La hyène rayée (Hyaena hyaena) est une des Hyaenidae du genre Hyaena qui est composé de deux espèces actuelles (l'autre étant la hyène brune ou Hyaena brunnea) et d’espèces fossiles.

## Description

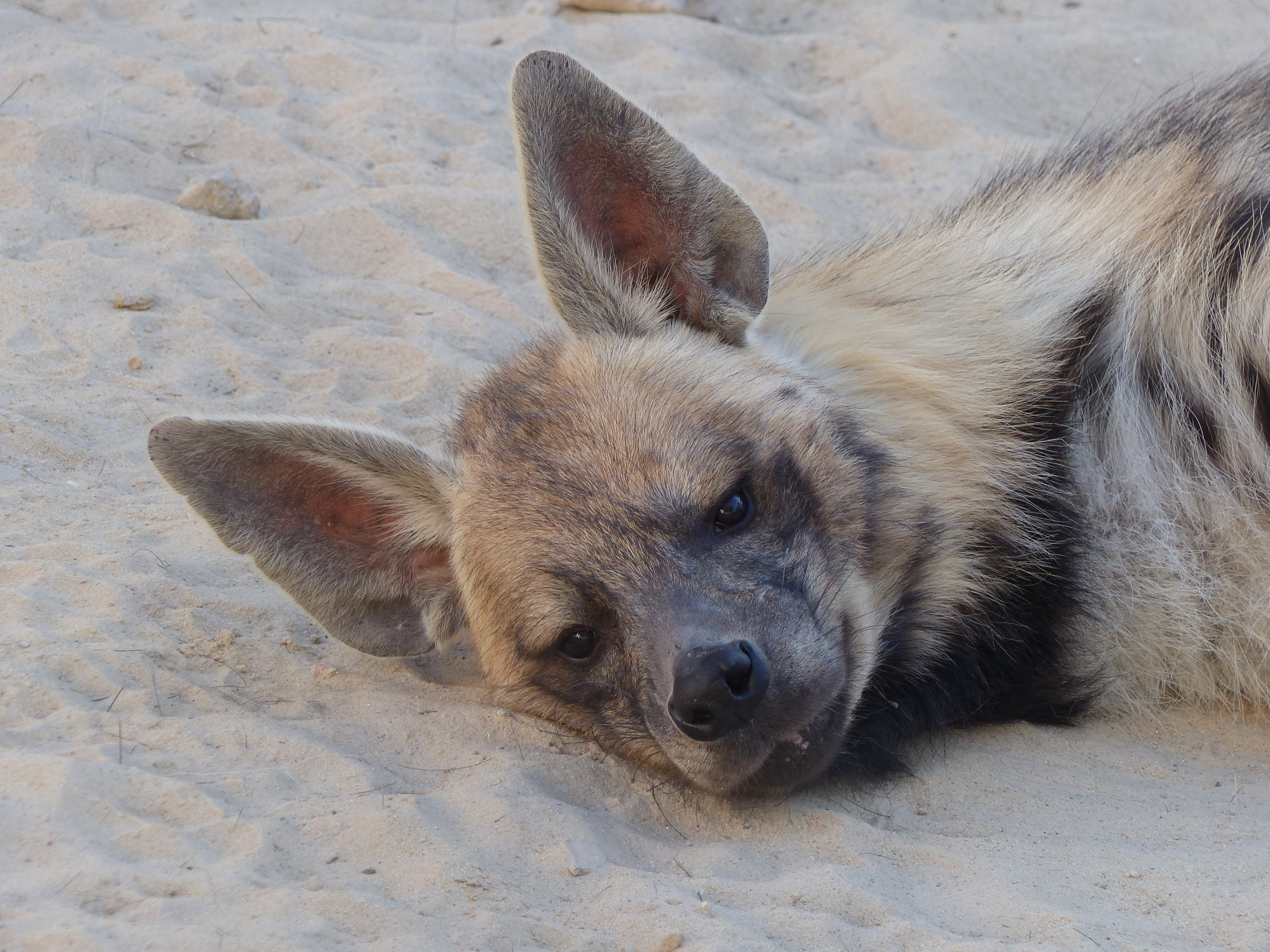
Hyène rayée au zoo de Tozeur, Tunisie.

### Pelage
Comme son nom l'indique, la hyène rayée a un pelage beige, gris clair ou blanc avec des rayures noires. Sa tête est massive, les pattes minces, le poil court ou assez long. Elle a une épaisse crinière tout le long de son échine, qu'elle peut hérisser (elle lui donne alors un aspect plus impressionnant de 30 cm), très touffue et de la même couleur que le corps ou rayée de noir. Sa queue est très épaisse et touffue, souvent blanche et noire, mais aux poils durs. Ses pattes ont quatre doigts et se terminent par des griffes courtes et non-rétractables. Elle est plus petite que la hyène tachetée. Comme pour toutes les hyènes, le dos est oblique et le cou très développé.

### Taille
Les hyènes rayées mesurent de 95 cm à 1,30 m de longueur et de 65 à 80 cm de hauteur au garrot. Leur poids varie de 35 à 55 kg pour les femelles et de 35 à 70 kg pour les mâles.

## Comportement
La hyène rayée peut vivre en solitaire ou en petits groupes familiaux (composés d'un couple et de leurs jeunes).

### Reproduction
La femelle donne naissance à un à six petits, qu'elle allaite pendant 3 à 4 mois. Les jeunes restent auprès d'elle jusqu'à l'âge de 1 an environ.

### Alimentation
Cet animal mange de tout, elle se différencie des autres hyènes par un régime carnivore plus varié. Ainsi, elle peut manger charognes, carcasses, petits mammifères, fruits, insectes, plantes, oiseaux et petits vertébrés. Elle peut aussi chasser des animaux de sa taille, mais généralement il s'agit d'individus blessés (sangliers ou antilopes de tailles moyennes). Même si sa mâchoire est moins puissante que celle d’autres hyénidés, elle est capable de broyer la plupart des os et des carapaces. Elle peut boire de l’eau saumâtre et même salée.
Son mode de chasse est toutefois mal connu. Il lui arriverait parfois d'attaquer les hommes.

### Longévité
Elle peut vivre 20-25 ans dans la nature, et jusqu'à 40 ans dans un zoo.

### Compétition interspécifique
Le léopard (Panthera pardus) recouvre l'aire de répartition de la hyène rayée. Les deux espèces étant toutes les deux des prédateurs généralistes, elles sont probablement en forte compétition pour la nourriture et les tanières. Leur niche alimentaire se recouvre fortement. Une troupe de hyènes rayées peut voler la proie d'un léopard en le mettant en fuite et peut tuer les jeunes léopards. Dans le parc national de Sariska en Inde, des pièges photographiques posés près d'une carcasse d'Antilope Nilgaut tuée par une tigresse ont montré une Hyène rayée et un léopard s'en nourrissant en même temps pendant une dizaine de minutes, sans montrer de signes d'agressivité. 
Dans la même réserve, un léopard femelle ayant deux petits a tué une hyène rayée sub-adulte près d'une tanière. Il s'agissait d'une jeune femelle appartenant à une meute composée d'une femelle reproductrice, de deux sub-adultes et de trois petits. Le cadavre retrouvé par des scientifiques n'avait pas été mangé et a provoqué le départ de la meute. Il est supposé que la léoparde a tué afin de protéger ses petits de toutes menaces potentielles.

## Habitat
La hyène rayée est de toutes les hyènes, celle qui a la plus vaste aire de répartition géographique. Ainsi, elle peuple une grande partie du Nord-Est de l’Afrique, du Moyen-Orient et jusqu’à l’Inde.
Elle est moins dépendante de l'eau que la hyène tachetée, ce qui lui permet de coloniser des régions arides comme le Sahara, le Moyen-Orient et la péninsule arabique. On la trouve dans divers milieux comme les savanes arides, les forêts, les broussailles, les rochers et les régions montagneuses qui lui fournissent de nombreux abris. En montagne, on trouve les hyènes rayées jusqu’à une altitude de 3 000 mètres. Dans ces milieux, elles vivent dans des grottes et cavernes et supportent des températures jusqu'à -15 °C. Enfin, elles peuvent parfois s’approcher très près des zones urbaines.

## État des populations, menaces
L'espèce est piégée, chassée ou braconnée, dont par exemple au Népal dans le nord du Parc national de Bardia. Les principales menaces sur la hyène rayée sont les idées fausses et les superstitions des indigènes : considéré d'être responsable de la mort du bétail, du pillage des tombes et de la disparition des enfants, la hyène rayée est gravement persécutée par empoisonnement, la chasse et le piégeage. Il ne reste à l'état sauvage qu'environ 10 000 individus.

## Sous-espèces
- Hyaena hyaena barbara de Blainville, 1844
- Hyaena hyaena hyaena (Linnaeus, 1758)
- Hyaena hyaena lucia